# Carrier Mills (Illinois)
Carrier Mills – wieś w Stanach Zjednoczonych, w stanie Illinois, w hrabstwie Saline.